# بخش شهری ورنگل
بخش شهری ورنگل (به انگلیسی: Warangal Urban district) یک بخش در هند است که در آندرا پرادش واقع شده‌است. بخش شهری ورنگل ۱٬۱۳۵٬۷۰۷ نفر جمعیت دارد.